# Sengoku Basara: Samurai Heroes
Sengoku Basara: Samourai Heroes, ou Sengoku Basara 3 (戦国BASARA3) au Japon, est un jeu vidéo de type beat them all développé et édité par Capcom. Il est distribué en 2010 sur PlayStation 3 et Wii.

## Synopsis
Le jeu se passe dans le Japon féodal, après la mort de Toyotomi Hideyoshi tué par Tokugawa Ieyasu, le dirigeant de l'armée de l'Est. Il souhaite alors unifier le Japon pour qu'une ère de paix s'installe enfin mais Ishida Mitsunari, dirigeant de l'armée l'Ouest désire venger la mort de Hideyoshi et s'élèvera contre lui.

## Personnages

### Personnages jouables
- Chōsokabe Motochika
- Date Masamune
- Fūma Kotarō
- Honda Tadakatsu
- Ishida Mitsunari
- Kuroda Kanbei
- Maeda Keiji
- Mōri Motonari
- Oda Nobunaga
- Oichi
- Ōtani Yoshitsugu
- Saika Magoichi
- Sanada Yukimura
- Shimazu Yoshihiro
- Tokugawa Ieyasu
- Tsuruhime

### Personnages non jouables
- Amago Haruhisa
- Anegakōji Yoritsuna
- Hōjō Ujimasa
- Kasuga
- Katakura kojūrō
- Kobayakawa Hideaki
- Maeda Matsu
- Maeda Toshiie
- Mogami Yoshiaki
- Nanbu Harumasa
- Nankobou Tenkai
- Naoe Kanetsugu
- Ōtomo Sōrin
- Sarutobi Sasuke
- Satake Yoshishige
- Tachibana Muneshige
- Takeda Shingen
- Tenkai
- Uesugi Kenshin
- Utsunomiya Hirotsuna